# CCleaner
CCleaner (/ˈsiːkliːnər/, originalmente Crap Cleaner), desenvolvido pela Piriform (empresa adquirida pela Avast em 2017), é um utilitário usado para limpar arquivos potencialmente indesejados e entradas inválidas do Registro do Windows de um computador. É um dos limpadores de sistema mais antigos, lançado em 2004.
Foi originalmente desenvolvido apenas para Microsoft Windows, mas em 2012 foi lançada uma versão do macOS.

## CCleaner 3.0
No dia 28 de outubro de 2010 a Piriform Ltd. lançou uma versão de sua ferramenta de limpeza para computadores com Windows nomeada de v3.00.1303 (não havendo alterações drásticas na interface do usuário).

## CCleaner 4.0
No dia 26 de Março de 2013 a Piriform Ltd. lançou uma nova versão de sua ferramenta de limpeza para computadores com Windows nomeada de v4.00.4064 (havendo alterações significativas na interface do usuário e adicionando uma ferramenta para buscar arquivos duplicado e possivelmente deletá-los).

## CCleaner 5.0
No dia 25 de Novembro de 2014 a Piriform Ltd. lançou mais uma nova versão de sua ferramenta de limpeza para computadores com Windows nomeada de v5.00.5050.
Nessa versão do CCleaner, a principal alteração feita é no visual, que agora passa a ser mais limpo se comparado ao visto nas edições anteriores. Entretanto, a disposição dos menus e outras informações ainda é a mesma, de forma a não impactar aqueles que já estavam acostumados com o software. Mas ainda mantêm as fontes um tanto quanto pequenas para se ler.
De acordo com a fabricante do programa, a versão completa deve estar disponível no final de Novembro de 2014.

## Recursos
O CCleaner pode excluir arquivos potencialmente indesejados deixados por determinados programas, incluindo Microsoft Edge, Internet Explorer, Firefox, Google Chrome, Opera, Safari, Windows Media Player, eMule, Barra de Ferramentas Google, Netscape, Microsoft Office, Nero, Adobe Acrobat, McAfee, Adobe Flash Player, Sun Java, WinRAR, WinAce, WinZip e GIMP juntamente com o histórico de navegação, cookies, lixeira, despejos de memória, fragmentos de arquivos, arquivos de log, caches do sistema, dados de aplicativos, histórico de formulários de preenchimento automático e vários outros dados. O programa inclui um limpador de registro para localizar e corrigir problemas no registro do Windows, como referências ausentes a DLLs compartilhadas, entradas de registro não utilizadas para extensões de arquivo e referências ausentes a caminhos de aplicativos. CCleaner 2.27 e posterior podem limpar o espaço livre da MFT de uma unidade ou a unidade inteira.
O CCleaner pode desinstalar programas ou modificar a lista de programas executados na inicialização. Desde a versão 2.19, o CCleaner pode excluir pontos de restauração do sistema do Windows.

## História
O CCleaner foi lançado em 2004 para o Microsoft Windows. Continuou sendo um utilitário somente para Windows até 2012. Em 2 de junho de 2011, o Piriform anunciou um programa público de teste beta para o CCleaner for Mac. A versão para Mac graduou-se no estágio de teste em 30 de janeiro de 2012.
Uma Network Edition comercial também foi introduzida. O Piriform lançou o CCleaner para Android em 2014.

## A recepção crítica
Os editores da CNET atribuíram ao aplicativo uma classificação de 5/5 estrelas, chamando-o de 'ferramenta indispensável'. Foi premiado com o Editor's Choice Award em abril de 2009 pela CNET. Em 2016, o Piriform anunciou 2 bilhões de downloads de CCleaner em todo o mundo. Em janeiro de 2014, era o software mais popular no FileHippo por mais de um ano e possuía uma classificação de 5 estrelas na Softpedia. O CCleaner foi revisado pelo Chip.de, TechRadar, PC Magazine e TechRepublic.

### A coleta de dados
Após seu lançamento, o componente Active Monitoring do CCleaner 5.45 incorporou um módulo de coleta de dados que coletava informações de computadores sem o consentimento de seus proprietários. A Piriform afirma que não coletou informações de identificação pessoal. Após críticas, no entanto, versões posteriores permitiram que a coleta de dados fosse controlada separadamente pelo usuário, embora a coleta de dados ainda esteja ativada por padrão.

### Software incluído
Em dezembro de 2018, foi relatado que os usuários que instalavam o CCleaner também teriam o antivírus Avast instalado sem sua permissão, com a TechSpot alegando que isso sem dúvida tornava o CCleaner melhor do que o malware que deveria defender. A Piriform negou isso.

## Infecção por malware
Depois que o Piriform foi adquirido pela Avast, em setembro de 2017, o CCleaner 5.33 foi comprometido pela incorporação no programa distribuído do cavalo de tróia Floxif que poderia instalar um backdoor, permitindo acesso remoto a 2,27 milhões de máquinas infectadas. Quarenta das máquinas infectadas receberam uma carga útil de segundo estágio que parece ter como alvo empresas de tecnologia Samsung, Sony, Asus, Intel, VMWare, O2, Singtel, Gauselmann, Dyn, Chunghwa e Fujitsu. Em 13 de setembro, o Piriform lançou o CCleaner 5.34 e o CCleaner Cloud 1.07.3191, sem o código malicioso.
Em 21 de outubro de 2019, a Avast divulgou uma segunda violação de segurança durante a qual os hackers tentaram novamente inserir malware nas versões do CCleaner. Esta tentativa não teve êxito.